# Nível secreto
Nível secreto, também chamado de Fase Secreta, é, na terminologia dos jogos eletrônicos, uma fase escondida que normalmente é acessada realizando ações que um jogador usualmente não realizaria, exceto por coincidência ou conhecimento prévio (como saltar em um bloco sete vezes e depois perfurar o ar) ou ainda através de macetes/trapaças. Por conta disso, os games podem ser perfeitamente terminados sem precisar acessar uma fase secreta. Desta forma, algumas fases secretas costumam permanecer obscuras por anos antes de serem descobertas. Muitas vezes os segredos por trás dos níveis secretos são revelados em revistas especializadas em jogos.

## Exemplos de Fases Secretas
- Super Mario 3 - Quando a Nintendo finalizou a produção de Super Mario Bros. 3, várias fases foram excluídas da versão final do jogo. Apesar disso, a empresa lançou o game com todos estes níveis “escondidos” dentro do cartucho. Desta forma, somente era possível acessar essas fases com um Game Shark.[2]

- Super Smash Bros. - Nos jogos desta franquia, as fases secretas  são acessadas quando o player termina o jogo com uma pontuação grande.

- Call of Duty 4 - A fase secreta é acessada após o player ver interiamente os créditos finais do jogo.

### Ranking
Em 2016, a revista IGN elaborou um Top 10 das fases secretas preferidas de seus editores. O ranking ficou assim:
| Ranking | Jogo                               | Fase Secreta                 |
| ------- | ---------------------------------- | ---------------------------- |
| 10.     | Call of Duty: Modern Warfare       | Mile High Club               |
| 9.      | Wolfenstein: The New Order         | Nightmare                    |
| 8.      | Red Alert                          | Giant Ant Level              |
| 7.      | GoldenEye 007                      | Aztec Temple                 |
| 6.      | Rogue Squadron II: Rogue Leader    | Triumph of the Empire        |
| 5.      | Diablo 2                           | Cow Level                    |
| 4.      | Cave Story                         | Hell                         |
| 3.      | Dark Souls                         | The Painted World of Ariamis |
| 2.      | Super Mario World                  | Star/Special World           |
| 1.      | Castlevania: Symphony of the Night | Inverted Castle              |

## Estágio bônus x Fase Secreta
Os estágios bônus ou fase bônus costumam ser confundidas com os chamados níveis secretos; no entanto, trata-se de coisas distintas. As principais diferenças são as seguintes:
- Os estágios bônus são frequentemente mencionadas no manual ou durante as dicas do jogo. Já os níveis secretos, como o próprio nome sugere, ficam escondidas e apenas são mencionadas vagamente no manual ou durante a jogabilidade.

- Os níveis secretos apresentam inimigos, armadilhas de morte e vários riscos, inclusive introduzindo perigos especiais ou novos ou inimigos que não estão presentes em nenhum outro lugar dentro do jogo, e por vezes são mais difíceis que as fases comuns. Já os estágios bônus por vezes não tem inimigos, e quando tem, são apenas para aumentar a pontuação do player.

- Muitos estágios bônus têm um limite de tempo. Portanto, muitas delas também não tem nenhuma saída, o relógio deve puxar o jogador para fora do nível eventualmente. A maioria dos níveis secretos não tem limite de tempo e sua saída deve estar localizada para avançar ainda mais no jogo, assim como qualquer outro nível regular.